# 林ベニヤ産業
林ベニヤ産業株式会社（はやしベニヤさんぎょう）は、大阪府大阪市中央区に本社を置く針葉樹合板を製造・販売する企業である。

## 概要
南洋材丸太の入手難からいち早く北洋材針葉樹合板への移行を果たした。さらに、当初、2009年1月とされていた(1年延期となった)北洋材丸太の輸出関税の税率アップ(税率が25％から80％となり事実上の丸太の輸出禁止)に向けて、国産材丸太の利用も手がけ、国産材利用を進める林野庁の補助金も利用して国産材に対応した施設導入も行っている。
工場
- 舞鶴工場 - 京都府舞鶴市
- 七尾工場 - 石川県七尾市